# DecapAttack
DecapAttack (まじかるハットのぶっとびターボ！大冒険?, Magical Hat no Buttobi Tabo! Daibōken) è un videogioco a piattaforme sviluppato nel 1990 da Vic Tokai. Fa parte di una serie di titoli che comprende Kid Kool (1988) e Psycho Fox (1989).
Il titolo giapponese è basato sull'anime Magical Hat della Pierrot. Nella versione internazionale il protagonista è stato sostituito da Chuck D. Head.
DecapAttack è incluso nelle compilation Sega Mega Drive Collection, Sega Mega Drive Ultimate Collection e Sega Mega Drive Classic Collection Gold Edition e nella raccolta SEGA Forever.

## Trama
Il diabolico Max D. Cap risorge dal mondo delle tenebre e con la sua armata tenta di conquistare il mondo terreno, a partire da un'isola a forma di scheletro che frantuma in altre più piccole (i cui nomi sono giochi di parole su varie parti del corpo). Lo scienziato pazzo Frank N. Stein decide di inviare le mummie e la sua creatura, Chuck D. Head, per far fronte alla situazione.